# Człowiek witruwiański
Człowiek witruwiański – rysunek autorstwa Leonarda da Vinci z ok. 1490 roku, znajdujący się w zbiorach Gallerie dell’Accademia w Wenecji. Dzieło stanowi rewizję koncepcji Witruwiusza na temat proporcji ludzkiego ciała. Człowiek witruwiański jest najbardziej znanym rysunkiem Leonarda, uchodzi za symbol łączenia sztuki z nauką.
Człowiek witruwiański należy do cyklu rysunków poświęconych proporcjom ludzkiego ciała i matematycznych relacji między jego częściami. Leonardo tworząc rysunki inspirował się dziełem De architectura (pol. O architekturze ksiąg dziesięć) Witruwiusza poświęconemu harmonijnym proporcjom. Prace Witruwiusza zostały w średniowieczu zapomniane, w 1415 roku ponownie odkrył je Gianfrancesco Poggio Bracciolini. Leonardo zainteresował się rysunkiem pod koniec lat 80. XV wieku, gdy ukazało się drukiem wydanie De architectura po łacinie. W kwietniu 1489 roku Leonardo rozpoczął prowadzenie pomiarów ludzkiego ciała. Leonardo czytając pracę Witruwiusza zgadzał się ze stwierdzeniem, że starożytni słusznie określali człowieka mianem mniejszego świata.
Jest to rysunek piórkiem i akwarelą na szkicu metalowym sztyftem, naniesiony na kartę papieru o wymiarach 34,3 × 24,5 cm. Papier ma ślady mocnego dociskania sztyftu. W centrum znajduje się postać mężczyzny. Jego twarz (uchodząca za autoportret Leonarda) wyraża gniew, spojrzenie jest intensywne. Mężczyzna ma dwie pozycje. W pierwszej ma złączone nogi i ręce wyciągnięte poziomo. Ta pozycja jest wpisana w kwadrat o boku 24 dłoni (lub 96 palców). Na środku kwadratu znajdują się genitalia. W drugiej stoi w rozkroku i ma uniesione ramiona. Druga postać jest wpisana w koło, którego środkiem jest pępek. Sylwetka mężczyzny została przedstawiona poglądowo, jednak Leonardo wyraźnie zaznaczył kontury i mięśnie. Nad i pod rysunkiem znajdują się notatki Leonarda. Górny tekst mówi o wymiarach części ciała człowieka, podanych w trzeciej księdze De architectura. Pod rysunkiem jest napis: Tanto apre l’omo nelle braccia quanto e la sua altezza (Szerokość rozłożonych w bok ramion równa się jego wzrostowi), odnoszący się do pierwszej pozycji. Leonardo nie stosował się dokładnie do wyliczeń Witruwiusza. Zanotował, że stopa odpowiada jednej siódmej wzrostu człowieka, podczas gdy Witruwiusz twierdził, że jest to jedna szósta.
Rysunek jest rzadko prezentowany publiczności. Przez większość czasu karta jest trzymana w zamkniętym pomieszczeniu na czwartym piętrze Gallerie dell’Accademia.
Powstały również inne rysunki człowieka witruwiańskiego. Około 1490 roku Francesco di Giorgio narysował co najmniej trzy nowe wersje człowieka witruwiańskiego. W tym samym czasie inną wersję narysował Iacomo Andrea. Francesco di Giorgio i Iacomo Andrea byli przyjaciółmi Leonarda. W 1521 roku Cesare Cesariano narysował Człowieka według Witruwiusza. Jego postać charakteryzuje się ogromnymi dłońmi, zbyt długimi stopami i erekcją.
Włoski historyk architektury Claudio Sgarbi uznał, że człowiek witruwiański Leonarda jest poprawioną wersją rysunku Iacoma Andrei, z którym się Leonardo przyjaźnił.